# Kaszubski Zespół Pieśni i Tańca „Chmielanie”
Kaszubski Zespół Pieśni i Tańca „Chmielanie” – zespół folklorystyczny działający w Chmielnie, utworzony w 1984 roku.

## Historia zespołu
Decyzja o utworzeniu zespołu kaszubskiego i jego wieloletnia działalność zdają się mieć dzisiaj szczególne znaczenie. Impuls i zamysł powstania zespołu dali Władysław Kostuch Prezes Gminnej Spółdzielni „Samopomoc Chłopska” w Kartuzach i Danuta Cierocka specjalista ds. wiejskiego gospodarstwa domowego i szkoleń rolniczych Wojewódzkiego Ośrodka Doradztwa Rolniczego w Lubaniu.
Zebranie założycielskie zespołu miało miejsce 24 września 1984 roku w chmieleńskim ośrodku „Nowoczesna Gospodyni”, gdzie wybrany został Zarząd w składzie:
- Wiesław Byczkowski - kierownik zespołu
- Brygida Sychta - sekretarz
- Maria Kostuch - skarbnik
- Kazimierz Gruenholz - członek Zarządu.

Co do nazwy zespołu, wszyscy stwierdzili, że powinna ona wywodzić się od nazwy miejscowości.
Pierwsza próba zespołu bez kapeli odbyła się pod koniec września 1984 roku i uczestniczyło w niej 17 osób. Zajęcia realizowano raz w tygodniu w sali gimnastycznej Szkoły Podstawowej w Chmielnie.
Opiekę muzyczną sprawowała Pani Krystyna Zawiszewska, nauką tańca i choreografią zajął się Pan Stanisław Rychert, ale rada fachową służyła również pani Marta Bystroń.
Dnia 6 listopada 1984 r. do zespołu przyłączyła się kapela w składzie: Andrzej Lelek - akordeon
- Kazimierz Lewandowski - akordeon
- Jerzy Lewandowski - kontrabas
- Jan Lelek - klarnet
- Ludwik Brzoskowski - skrzypce
- Kazimierz Gruenholz - diabelskie skrzypce

Na początku stycznia 1985 roku zespół liczył już 34 osoby.
Organizacją strojów dla członków zespołu zajęli się Danuta Cierocka i Władysław Kostuch.  W kwietniu 1985 r. Gminna Spółdzielnia „Samopomoc Chłopska” w Kartuzach przekazała w darze instrumenty : akordeon, kontrabas, klarnet, a zespół przyjął nazwę Regionalny Zespół Pieśni i Tańca „Chmielanie”.
Pierwszy występ zespołu miał miejsce 2 czerwca 1985 roku w Szkole Podstawowej w Chmielnie na Konkursie Recytatorskim Prozy i Poezji Kaszubskiej - jeszcze bez strojów regionalnych.
Dużym wydarzeniem i przeżyciem dla członków zespołu był występ we własnych strojach uszytych przez Wiktorię i Anastazego Cierockich, a wyhaftowanych przez Stefanię Miotk i Stanisławę Zaborowską. Koncert ten odbył się 9 października 1985 roku w Chmielnie z okazji Sesji Dożynkowej Gminnej Rady Narodowej.
Zespół miał już opiekę instruktorską, niemniej pod koniec 1985 roku dołączył choreograf Jan Właśniewski, były baletmistrz, reżyser, znawca folkloru polskiego i kaszubskiego.

## Zespół w latach 90 XX wieku
Od lipca 1991 roku zajęcia prowadzone są w Gminnym Ośrodku Kultury w Chmielnie. Obecnie pod opieką instruktora muzycznego Pana Witolda Tredera (od 1990 r.) i choreografa Pana Jerzego Soliwody (od 1994 r.). W 1993 r. „Chmielanie” wystawili „Wesele Kaszubskie” opracowane przez choreografa Jana Właśniewskiego i instruktorów muzycznych : Krystynę Zawiszewską i Witolda Tredera.
Drugie 10 - lecie działalności zespół rozpoczął przygotowaniami do ponownego zaprezentowania „Wesela Kaszubskiego”. Premiera widowiska w choreografii Jerzego Soliwody odbyła się 12 lipca 1996 roku w Domu Kultury w Chmielnie. Od tego czasu jest ono w stałym repertuarze zespołu i rokrocznie prezentowane mieszkańcom gminy Chmielno i wczasowiczom wypoczywającym na Kaszubach. Było też wielokrotnie wystawiane za granicą, a także na Festiwalu Obrzędów Weselnych w Węgrowie w 2001 roku.

## Audycje radiowe i telewizyjne Zespołu „Chmielanie”
Zespół brał udział w wielu audycjach radiowych i telewizyjnych:
Gra i śpiewa Zespół „Chmielanie” - dla Radia Gdańsk – 15.04.1986
Zespół „Chmielanie” dla TVP - 26.05.1987 we Wdzydzach Kiszewskich
"Dwie legendy” dla TVP - 09.1990 w Chmielnie
Zespół „Chmielanie” dla TVP - 28.09.1990 w Chmielnie
Zwyczaje wielkanocne na Kaszubach dla TVP - 01.04.1995 w Strzepczu
Wraz z innymi zespołami „Chmielanie” śpiewali Papieżowi Janowi Pawłowi II w Gdyni (1987 r.), Sopocie (1999 r.) i Pelplinie (1999 r.)
Wakacje z TVS dla telewizji Silesia z Katowic(2010 r.)
W 2005 r. w studio Radia Gdańsk „Chmielanie” nagrali swoją pierwszą płytę na której m.in. znajdują się „Kaszëbsczé nôtë”.
Występ w programie "Pomorze na Weekend" dla TVP Gdańsk 2019 r.

## Obecny repertuar zespołu
W swoim repertuarze zespół posiada około 80 pozycji pieśniowych, śpiewanych w języku kaszubskim, członkowie podczas występów zakładają oryginalne regionalne stroje, ozdobione regionalnym haftem kaszubskim. Śpiewają pięsni,  których autorami są m.in. A. Tomaczkowski, W. Treder, A. Pepliński, J. Trepczyk, L. Roppel. Repertuar taneczny to popularne tańce kaszubskie, takie jak: dzek, owczarz, koseder, korkowy, kowal, krzyżnik oraz wiele, wiele innych, które choreograficznie opracował Jan Właśniewski oraz Jerzy Soliwoda. Zespół występował nie tylko przed polską publicznością. Popularyzował kaszubską kulturę ludową, m.in. w Bułgarii, na Węgrzech, w Estonii, na Łotwie, Litwie, w Gruzji, Niemczech, Francji i Szwecji.

## Zespół obecnie
Przez zespół przewinęło się około 200 osób. Obecnie Zespół „Chmielanie” liczy 45 osób. Jest to zespół amatorski, który dzięki entuzjastom oraz wytężonej pracy i dużemu wysiłkowi, pod fachową opieką instruktorów tańca i muzyki może poszczycić się wieloma sukcesami na koncertach regionalnych, krajowych i zagranicznych, krzewiąc kulturę kaszubską oraz promując Kaszuby i gminę Chmielno. Zespół spotyka się raz w tygodniu oraz przed występami ćwicząc taniec i śpiew. Kierownikiem zespołu jest Maria Leszczyńska.